# ムスタファ・ダレブ
ムスタファ・ダレブ（Mustapha Dahleb、1952年2月8日 - ）は、アルジェリアの北東部、地中海南岸の都市ベジャイア出身の元サッカー選手である。

## 経歴
パリ・サンジェルマンFCの歴代3位の得点記録を持つ。

## 選手経歴
- CSスダン・アルデンヌ 1961-1971
- CR Belouizdad 1971-1973
- CSスダン・アルデンヌ 1973-1974
- パリ・サンジェルマンFC 1974-1984
- OGCニース 1984-1985

## タイトル
- PSG

クープ・ドゥ・フランス 1982, 1983